# Verner Hetmar
Verner Edmund Reimer Hetmar (ur. 27 października 1890 w Kopenhadze, zm. 28 maja 1962 tamże) – duński zapaśnik walczący w stylu klasycznym. Olimpijczyk ze Sztokholmu 1912, gdzie zajął dziewiąte miejsce w wadze piórkowej.
Mistrz Danii w latach 1911, 1916-1918 i 1922.

## Letnie Igrzyska Olimpijskie 1912
| Konkurencja          | Rundy eliminacyjne     | Rundy eliminacyjne          | Rundy eliminacyjne     | Rundy eliminacyjne         | Rundy eliminacyjne     | Klas. końcowa |
| Konkurencja          | Przeciwnik I           | Przeciwnik II               | Przeciwnik III         | Przeciwnik IV              | Przeciwnik V           | Miejsce       |
| -------------------- | ---------------------- | --------------------------- | ---------------------- | -------------------------- | ---------------------- | ------------- |
| 60 kg styl klasyczny | Risto Mustonen (FIN) Z | Aleksanders Meesits (RUS) Z | Lauri Haapanen (FIN) P | Friedrich Scharrer (AUT) Z | Kaarlo Koskelo (FIN) P | 9.            |